# مطار كريات شمونه
مطار كريات شمونة هو مطار إسرائيلي عمومي، يقع على بعد 2 شرق شمال مدينة كريات شمونة. 
شهد المطار عدة اغلاقات وافتتاحات وذلك للانعدام الاقتصادي والسياسي.

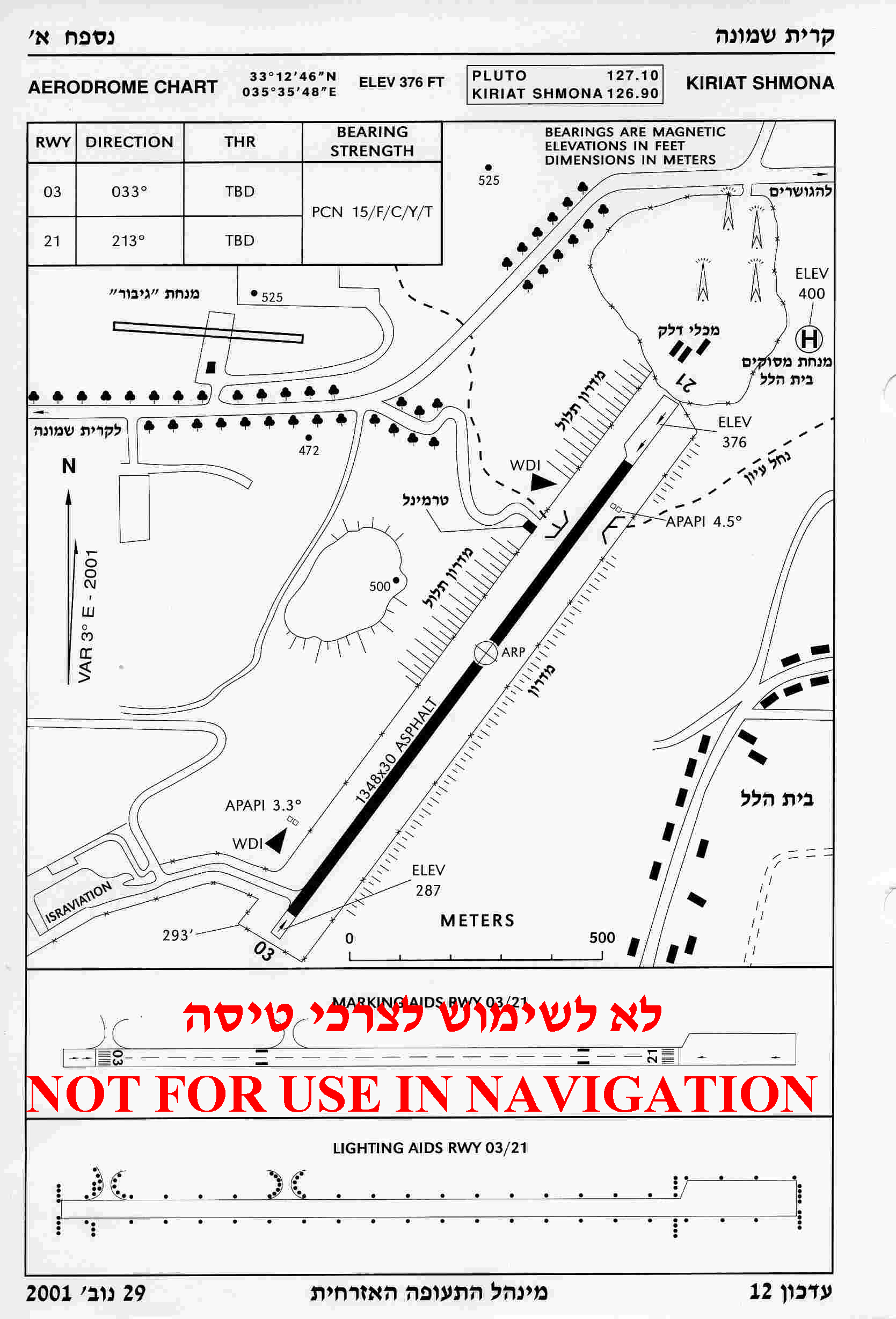
مخطط المطار

في عام 2006 افتتحت صالة جديدة

## معرض صور

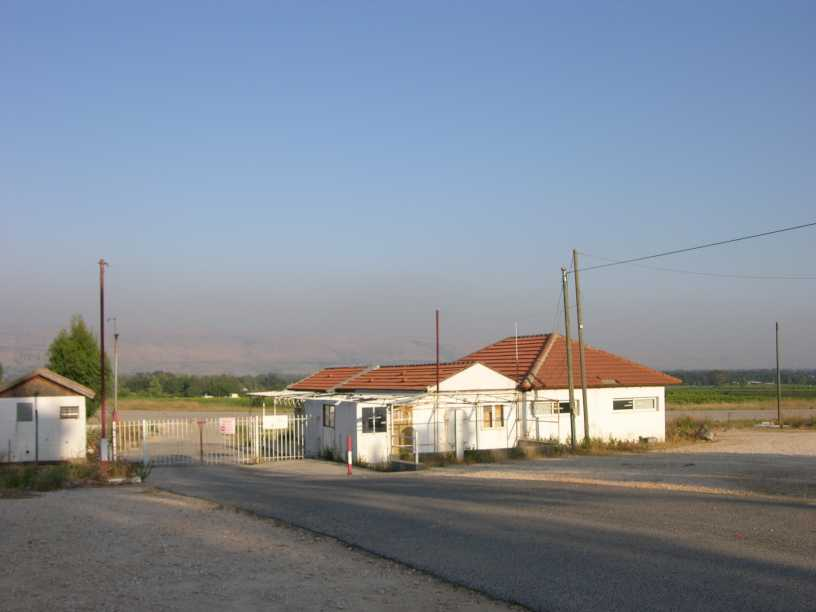
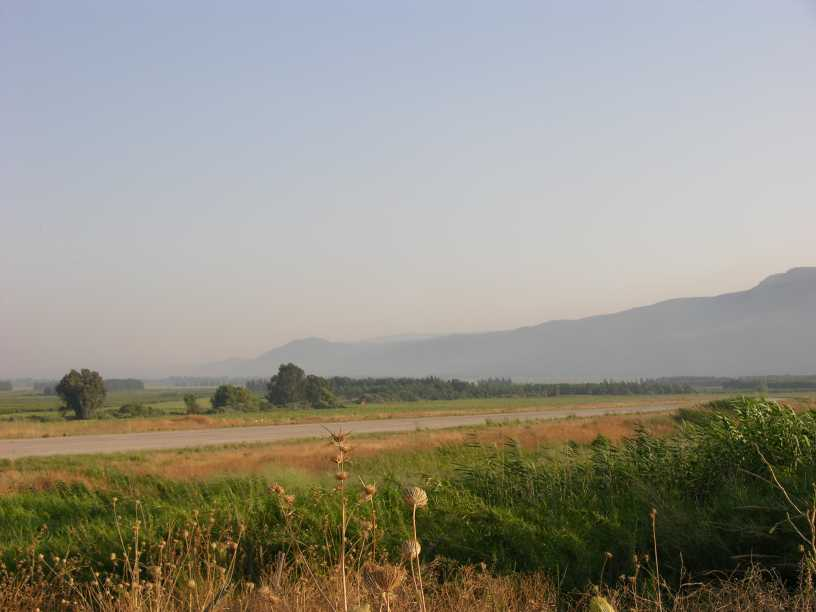
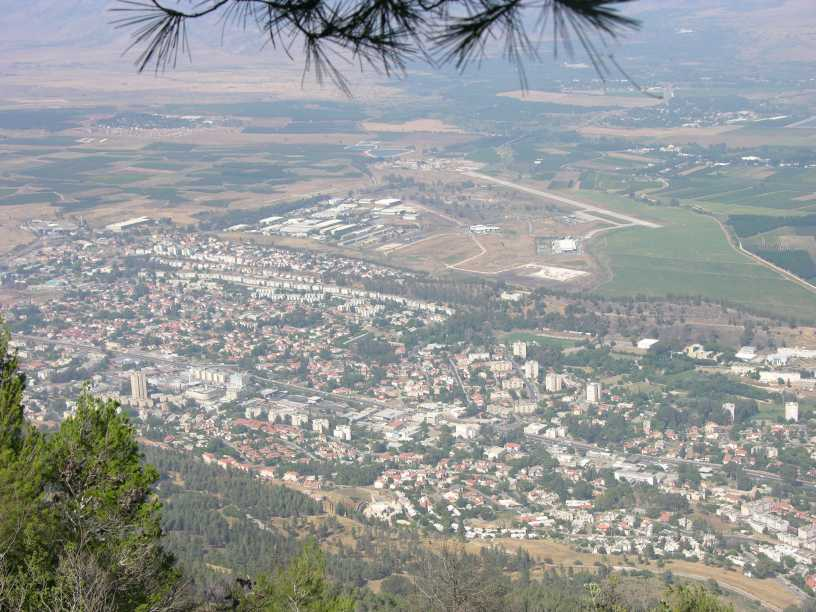